# Fu rong zhen
Fu rong zhen (trad. La città dell'ibisco) è un film del 1986 diretto da Xie Jin.

## Riconoscimenti
- 1988 - Festival internazionale del cinema di Karlovy Vary
  - Globo di Cristallo